# شكر (صنعاء القديمة)

تعديل مصدري - تعديل

حارة شكر هي إحدى حارات مدينة صنعاء القديمة، بلغ تعداد سكانها 504 نسمة حسب تعداد اليمن لعام 2004.